# Cap de Llaveio
El Cap de Llaveio és una muntanya de 2.501 metres que es troba al municipi de Vilaller a la comarca de l'Alta Ribagorça.